# 常廣羽也斗
- 常広羽也斗

常廣 羽也斗（つねひろ はやと、2001年9月18日 - ）は、大分県大分市出身のプロ野球選手（投手）。右投右打。広島東洋カープ所属。

## 経歴

### プロ入り前
大分市立豊府小学校で3年生の時に野球を始める。大分市立南大分中学校在学時は硬式野球のクラブチームである大分シニアでプレーしていた。
大分県立大分舞鶴高等学校では1年秋からエースを務めた。3年夏は大分大会2回戦で三重総合高校に敗れた。3年間で甲子園大会出場はなかった。
東京六大学や東都リーグで野球を続けたいと考えていたが、実績不足からスポーツ推薦を得ることができなかったため、自ら大学に問い合わせて練習会に参加し、指定校推薦で青山学院大学へ進学。2年春からリーグ戦に登板し、3年秋には自己最速となる153km/hを計測した。4年春のリーグ戦ではチームとして33季ぶりとなる優勝を成し遂げた。また、同年6月に開催された第72回全日本大学野球選手権大会では明治大学との決勝で10奪三振を記録して完封勝利し優勝。最高殊勲選手賞と最優秀投手賞を受賞した。7月には日米大学野球選手権大会の日本代表に選出された。9月13日付でプロ志望届を提出した。
同年10月26日に行われたプロ野球ドラフト会議で広島東洋カープと東北楽天ゴールデンイーグルスの2球団から1位指名を受け、抽選の結果広島が交渉権を獲得した。11月24日、契約金1億円＋出来高払い5000万円、年俸1600万円で入団に合意した。背番号は17。同ドラフトでは、大学同期の下村海翔が阪神タイガースから1位指名、中島大輔が東北楽天ゴールデンイーグルスから6位指名されている。

### 広島時代
2024年はコンディション不良のため春季キャンプ終了後から三軍で調整。5月6日のウエスタン・リーグ対阪神タイガース戦で実戦初登板となる予定であったが、雨天中止となり、5月7日に実戦初登板。実戦初登板は井上広大に3点本塁打を打たれるなど、3回3失点の投球であったが、5奪三振で最速は149km/hを計測した。7月までは二軍戦で7登板・防御率6.44であったが、習得に励んでいたカットボールを解禁した8月以降は4登板・防御率1.61と投球内容が激変し、9月15日の横浜DeNAベイスターズ戦でプロ初登板初先発。毎回得点圏に走者を背負い、右脹脛がつりかけた5回表は二死一・三塁から山本祐大に死球を与えたが、続く桑原将志を三塁ゴロに打ち取り、5回1失点でプロ初勝利を挙げた。9月29日の中日戦にも先発し、6回2失点の好投を見せるも2-2の同点の場面で交代となり球団初のデビューからの2戦2勝とはならなかった。10月4日、みやざきフェニックス・リーグへの参加が球団から発表される。10月7日の初戦に先発したが、6回4失点で黒星を喫した。10月15日のロッテ戦に再び先発すると、自己最多の8奪三振をマークし、5回1失点の投球をした。
2025年、キャンプは1軍スタートであったが開幕してからは2軍生活が続いている。
8月に入り、まだ卒業までの単位不足により、2年続けての留年で青山学院大学に在学中であることが判明した。自身が高校野球の実績による特待生でなく、指定校推薦制度で入学した経緯から、退学すると大分舞鶴高校の指定校扱いが取り消される可能性があるなど後輩に迷惑をかけることになる可能性を考慮し、後輩のために単位を取っての卒業にこだわっていることから、球団側も「大学卒業というのは本人にとっては重要なキャリアなので、野球に支障がなければ球団としては卒業させてあげたいというスタンスで見守っています」と、本人の意向を尊重する姿勢を取っている。

## 選手としての特徴
最速155km/hの外角低めに伸びるストレートとフォークボールで、狙って三振が取れる。

## 詳細情報

### 年度別投手成績
| 年 度     | 球 団     | 登 板 | 先 発 | 完 投 | 完 封 | 無 四 球 | 勝 利 | 敗 戦 | セ 丨 ブ | ホ 丨 ル ド | 勝 率 | 打 者 | 投 球 回 | 被 安 打 | 被 本 塁 打 | 与 四 球 | 敬 遠 | 与 死 球 | 奪 三 振 | 暴 投 | ボ 丨 ク | 失 点 | 自 責 点 | 防 御 率 | W H I P |
| --------- | --------- | ----- | ----- | ----- | ----- | -------- | ----- | ----- | -------- | ----------- | ----- | ----- | -------- | -------- | ----------- | -------- | ----- | -------- | -------- | ----- | -------- | ----- | -------- | -------- | ------- |
| 2024      | 広島      | 2     | 2     | 0     | 0     | 0        | 1     | 0     | 0        | 0           | 1.000 | 52    | 11.0     | 15       | 0           | 4        | 0     | 1        | 7        | 1     | 0        | 3     | 3        | 2.45     | 1.73    |
| 通算：1年 | 通算：1年 | 2     | 2     | 0     | 0     | 0        | 1     | 0     | 0        | 0           | 1.000 | 52    | 11.0     | 15       | 0           | 4        | 0     | 1        | 7        | 1     | 0        | 3     | 3        | 2.45     | 1.73    |

- 2024年度シーズン終了時

### 年度別守備成績
| 年 度 | 球 団 | 投手  | 投手  | 投手  | 投手  | 投手  | 投手     |
| 年 度 | 球 団 | 試 合 | 刺 殺 | 補 殺 | 失 策 | 併 殺 | 守 備 率 |
| ----- | ----- | ----- | ----- | ----- | ----- | ----- | -------- |
| 2024  | 広島  | 2     | 0     | 2     | 0     | 0     | 1.000    |
| 通算  | 通算  | 2     | 0     | 2     | 0     | 0     | 1.000    |

- 2024年度シーズン終了時

### 記録
初記録
投手記録
- 初登板・初先発登板・初勝利：2024年9月15日、対横浜DeNAベイスターズ23回戦（MAZDA Zoom-Zoom スタジアム広島）、5回1失点[18]
- 初奪三振：同上[28]、1回表に梶原昂希から空振り三振[要出典]

打撃記録
- 初打席：2024年9月15日、対横浜DeNAベイスターズ23回戦（MAZDA Zoom-Zoom スタジアム広島）、1回裏に吉野光樹から空振り三振[要出典]

### 背番号
- 17[12]（2024年 - ）

### 代表歴
- 2023年 第44回日米大学野球選手権大会 日本代表[8]